# دانیله روزانیا
دانیله روزانیا (انگلیسی: Daniele Rosania؛ زادهٔ ۲۲ مارس ۱۹۹۱) بازیکن فوتبال اهل ایتالیا است.
از باشگاه‌هایی که در آن بازی کرده‌است می‌توان به باشگاه فوتبال ویرتوس لانچانو و باشگاه فوتبال آسکولی اشاره کرد.